# Taenaris reducta
Taenaris reducta är en fjärilsart som beskrevs av Rothschild 1915. Taenaris reducta ingår i släktet Taenaris och familjen praktfjärilar. Inga underarter finns listade i Catalogue of Life.